# Gordon Willis
Gordon Hugh Willis Jr. (New York, 28 maggio 1931 – North Falmouth, 18 maggio 2014) è stato un direttore della fotografia statunitense.

## Biografia
Attivo principalmente dagli anni settanta e ottanta (la sua attività si è limitata a pochi titoli negli anni successivi), Willis è entrato nella storia del cinema americano per essere stato il direttore della fotografia della trilogia de Il padrino di Francis Ford Coppola e per aver dato luci e ombre ad alcuni indimenticati capolavori di Woody Allen, come Io e Annie, Manhattan, Interiors e Zelig.
Due volte candidato all'Oscar (1984 e 1991), non si è mai aggiudicato la statuetta sebbene la critica gli abbia riconosciuto un ruolo decisivo nella realizzazione delle atmosfere dei suoi film, anche e soprattutto in quelli poi effettivamente premiati con l'Oscar (è il caso de Il padrino e Io e Annie, migliori film dell'anno, 1972 e 1977). Si è anche cimentato con la regia, firmando il cupo Windows, dove ha diretto Talia Shire. Oltre a Coppola e Allen, ha spesso lavorato anche con Alan J. Pakula.

## Caratteristiche
A Willis va riconosciuta una capacità fuori dall'ordinario di filmare sequenze notturne o in penombra (è stato per questo soprannominato "The Prince of darkness"), che contribuiscono ad alimentare conflitti interiori dei protagonisti e situazioni di estrema suspense: è evidente nella trilogia de Il Padrino, in cui la sua "mano" si vede in ogni dettaglio.
Con Allen la sua attività si differenzia maggiormente: "(...) In Manhattan e Stardust Memories usa uno splendido b/n, passando poi a un'illuminazione solare e pastorale per Una commedia sexy in una notte di mezza estate", toccando anche ricostruzioni d'epoca e atmosfere rarefatte e retrò in La rosa purpurea del Cairo e soprattutto realizzando un altro b/n suggestivo e particolare, quello del "finto documentario" di Zelig, per cui venne candidato per la prima volta all'Oscar.

## Filmografia

### Direttore della fotografia
- End of the Road, regia di Aram Avakian (1970)
- Loving, regia di Irvin Kershner (1970)
- Il padrone di casa (The Landlord), regia di Hal Ashby (1970)
- L'uomo della porta accanto (The People Next Door), regia di David Greene (1970)
- Piccoli omicidi (Little Murders), regia di Alan Arkin (1971)
- Una squillo per l'ispettore Klute (Klute), regia di Alan J. Pakula (1971)
- Il padrino (The Godfather), regia di Francis Ford Coppola (1972)
- Cattive compagnie (Bad Company), regia di Robert Benton (1972)
- Voglio la libertà (Up the Sandbox), regia di Irvin Kershner (1972)
- Esami per la vita (The Paper Chase), regia di James Bridges (1973)
- Perché un assassinio (The Parallax View), regia di Alan J. Pakula (1974)
- Il padrino - Parte II (The Godfather Part II), regia di Francis Ford Coppola (1974)
- Detective Harper: acqua alla gola (The Drowning Pool), regia di Stuart Rosenberg (1975)
- Tutti gli uomini del presidente (All the President's Men), regia di Alan J. Pakula (1976)
- Io e Annie (Annie Hall), regia di Woody Allen (1977)
- September 30, 1955, regia di James Bridges (1977)
- The Godfather: A Novel for Television, regia di Francis Ford Coppola (1977) - Miniserie TV
- Interiors, regia di Woody Allen (1978)
- Arriva un cavaliere libero e selvaggio (Comes a Horseman), regia di Alan J. Pakula (1978)
- Manhattan, regia di Woody Allen (1979)
- Windows (1980) - anche regia
- Stardust Memories, regia di Woody Allen (1980)
- Spiccioli dal cielo (Pennies from Heaven), regia di Herbert Ross (1981)
- Una commedia sexy in una notte di mezza estate (A Midsummer Night's Sex Comedy), regia di Woody Allen (1982)
- Zelig, regia di Woody Allen (1983)
- The Lost Honor of Kathryn Beck, regia di Simon Langton (1984) - Film TV
- Broadway Danny Rose, regia di Woody Allen (1984)
- La rosa purpurea del Cairo (The Purple Rose of Cairo), regia di Woody Allen (1985)
- Perfect, regia di James Bridges (1985)
- Casa, dolce casa? (The Money Pit), regia di Richard Benjamin (1986)
- Ehi... ci stai? (The Pick-up Artist), regia di James Toback (1987)
- Le mille luci di New York (Bright Lights, Big City), regia di James Bridges (1988)
- Presunto innocente (Presumed Innocent), regia di Alan J. Pakula (1990)
- Il padrino - Parte III (The Godfather Part III), regia di Francis Ford Coppola (1990)
- Il sospetto (Malice), regia di Harold Becker (1993)
- L'ombra del diavolo (The Devil's Own), regia di Alan J. Pakula (1997)

### Regista
- Windows (1980)